# Piper retrofractum
```

```

Јавански дуги бибер (Piper retrofractum) тропска је скривеносеменица из рода Piper, односно из породице Piperaceae. Плод јаванског дугог бибера укусом и обликом је доста сличан Индијском дугом биберу (Piper longum). Расте на острвима Малајског архипелага, посебно на Јави и Балију. Узгаја се и у Камбоџи где је познат као „деј-флеј”, те на Тајланду („диб-пли”).
Листови су сјајни и копљасти, зашиљени на врху, дужине 10−12 цм и ширине 3−3,5 цм. Дводома је врста, а мушка цваст је нешто дужа од женске. Плодови су јако ситни и густо су збијени у клипасте цвасти.